# 比斯特里齊亞季斯梅尼齊卡河

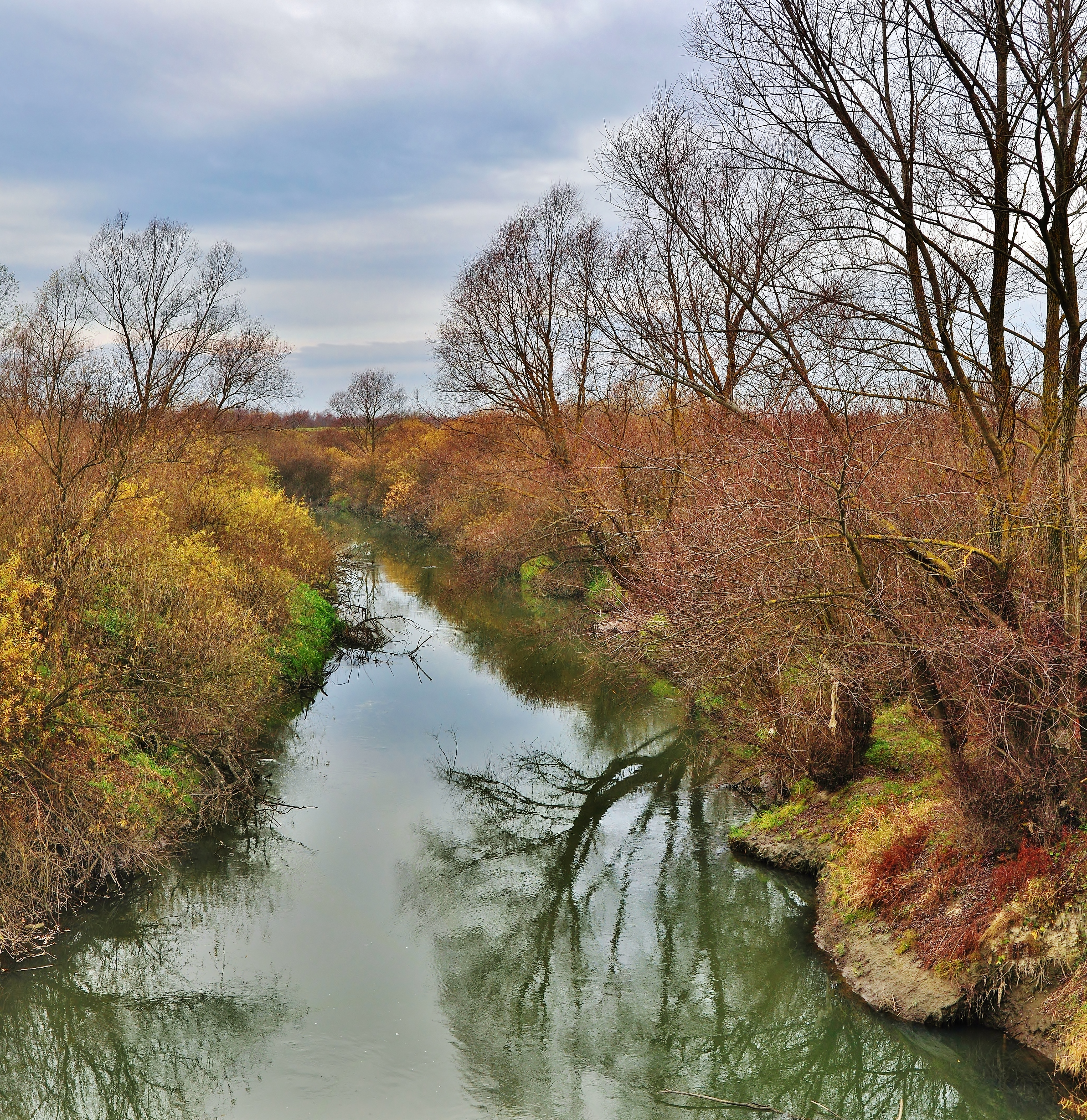

比斯特里齊亞季斯梅尼齊卡河（烏克蘭語：Бистриця Тисменицька），是烏克蘭的河流，位於該國西部，屬於德涅斯特河的右支流，流經利沃夫州的德羅霍貝奇區，河道全長73公里，流域面積1,160平方公里。